# Sciades indicus
Sciades indicus är en skalbaggsart som först beskrevs av Stefan von Breuning 1956.  Sciades indicus ingår i släktet Sciades och familjen långhorningar. Inga underarter finns listade i Catalogue of Life.